# 存在論的論証
宗教の哲学における存在論的論証（そんざいろんてきろんしょう、英: ontological argument）または存在論的議論（そんざいろんてきぎろん）とは、存在論的基礎に基づいて神の存在を支持する、演繹による哲学的論証である。神の定義から出発して、アプリオリな原理のみを用いて、神の存在を結論する議論である。

## 概要
西方キリスト教における最初の存在論的論証はアンセルムスによって『プロスロギオン』（1078）にて提唱された。この中で彼は、神を「それ以上偉大なものを考えることができない存在」と定義し、神の存在を否定する者の心の中にすら、そのような存在は必然的に存在すると主張した。ここから彼は以下のように主張した。「もし可能な限り最も偉大な存在が心の中に存在するなら、それは現実にも存在する。なぜなら、もしそれが心の中だけに存在するなら、それよりも偉大な存在（つまり心の中にも現実にも存在する者）が可能だからである。従って、この可能な限り最も偉大な存在は、現実にも存在しているはずである。」同様にアヴィセンナも「真実者の証明」にて、全く異なった理由からではあるが、同様に「必然的存在」の必然性を主張している。
17世紀のフランスの哲学者ルネ・デカルトはアンセルムスのものと同様の議論を展開した。デカルトは複数のバリエーションの議論を発表したが、いずれも「神の存在は、この上なく完全な存在という"明晰かつ区別可能な"観念より、直ちに推論可能である」という考えを中心としている。18世紀初頭、ゴットフリート・ライプニッツはデカルトの考えを発展させ、「この上なく完全な」存在は内部矛盾のない概念であることを証明しようと試みた。より最近の存在論的論証はクルト・ゲーデルによるものであり、彼は神の存在についての形式論理による論証を提唱した。ノーマン・マルコムもアンセルムスの著作の中に、より強力な第二の存在論的論証を見出し、1960年に存在論的論証を再解釈した。アルヴィン・プランティンガはこの論証に異議を唱え、様相論理に基づいた代替案を提案した。自動定理証明を用いたアンセルムスの議論を検証する試みもなされている。モッラー・サドラーやタバータバーイーなどのイスラーム哲学者による議論も、存在論的論証に分類されている。
存在論的議論は多くの支持を得、またそれに対する多くの批判や異議も唱えられた。アンセルムスと同時代の最初の批判者ガウニロは、「完全な島」のアナロジーを用いて、存在論的論証はあらゆるものの存在を論証できてしまうと示唆した。これは存在論的論証による不合理な帰結を示すこと（帰謬法）を試みた、多くのパロディのうち最初のものとなった。後に、トマス・アクィナスは、人間は神の本性を知ることができないという立場から、この論証を却下した。デイヴィッド・ヒュームもまた経験論的立場から異議を唱え、経験的証拠に基づく推論の欠如を批判し、何かが"必然的に（英: necessarily）"存在するという考えを脚下した。イマヌエル・カントの批判は、この議論が「存在が属性・述語（英: predicate）である」という誤った前提に基づいていると考え、「存在すること」はある存在の本質に（完全性も含めて）何も加えない、と主張した。従って、"この上なく完全な"存在は、存在しないと考えることもできる。C・D・ブロードなどの哲学者は、偉大さのいくつかの性質は、他の偉大さの性質と相容れないため、"この上なく偉大な存在"は首尾一貫しないと主張して、これを否定した。　
存在論的論証の現代の擁護者には、アルヴィン・プランティンガ、ユウジン・ナガサワ、ロバート・メイドールなどがいる。

## 分類
存在論的論証の伝統的な定義はイマヌエル・カントによって与えられた。彼は存在論議論（文字通り"存在に関するあらゆる議論"）を、宇宙論的論証や自然神学的論証と対比した。カント学派の見解によれば、存在論的論証はアプリオリ（先験的）な推論に基づいた論証である。
グラハム・オッピーは、伝統的定義から離れる"喫緊の理由は見当たらない"として、存在論的論証を「"分析的、かつアプリオリ、かつ必然的な前提のみ"から始め、神が存在すると結論する議論」と定義している。しかしオッピーは、存在論的論証の"伝統的特徴"（分析性、必然性、先験性など）がすべての存在論的議論に見られるわけではないことを認めている。
オッピーは存在論的論証を、その前提の性質に応じて、次のように下位分類した。
- 定義による: 定義を引き合いに出す論証。
- 概念による (または 超志向的): "特定の種類の観念または概念の保持"を引き合いに出す論証。
- 様相論理の: 可能性を考慮する論証。
- マイノングの: "存在の異なるカテゴリー間の識別"を主張する論証。
- 経験による: 神を経験した者にのみ神が存在するという考えを採る論証。
- 部分–全体論（メレオロジー）的: "全体と部分の関係に関する理論に基づく[8]"論証。
- 高階論理の: "(a) すべての属性は含まない 且つ (b) 含意に対して閉じている どの性質の集合も、同時に例化される可能性がある"ことを考察する論証。
- ヘーゲルの: ヘーゲルの論証。

ウィリアム・レーン・クレイグはこの分類を、有用な分類としては曖昧すぎるという理由で批判している。クレイグは、神の存在と他の必然的真理を、その定義から演繹しようとする論証は、すべて存在論的論証に分類できると主張している。彼は、存在論的論証の支持者は、「もし人が神という概念を完全に理解するなら、彼は神の存在を必然的に受け入れる」と主張するだろうと示唆している。
ウィリアム・L・ロウは存在論的論証を、神の定義から出発して、アプリオリな原理のみを用いて、神の存在を結論する論証である、と定義している。

## 発展
存在論的論証の表現は、古代ギリシャの哲学者クセノパネスに明示的に現れ、また、パルメニデス、プラトン、新プラトン主義者らの著作にも見られる。主流の見解によれば、存在論的論証はカンタベリーのアンセルムスによって最初に明確に述べられ、発展した。複数の学者はイスラーム哲学者アヴィセンナ（イブン・スィーナー）がアンセルムスより前に存在論的論証の特殊な形（真実者の証明）を展開したと主張しているが、他の学者はこの立場を疑っている。
ダニエル・ドンブロフスキは存在論的議論の発展における、3つの主要な段階を示した。
1. アンセルムスによる最初の明確な定式化
2. 18世紀のカントやヒュームなどによる批判
3. 20世紀の哲学者による、アンセルムス『プロスロギオン』における第二の存在論的論証の特定